# Кимико Дате Крум
Кимико Дате Крум (јап. クルム伊達 公子; рођена 28. септембра 1970) је јапанска тенисерка. Њена највиша позиција на ВТА листи најбољих тенисерки света је 4. место, које је достигла 13. новембра 1995, а тренутно заузима 69. место. Дате Крум се повукла се 24. септембра 1996. након Олимпијских игара у Атланти, а онда објавила повратак у априлу 2008, дванаест година касније. Годину дана након свог повратка освојила је ВТА турнир у Сеулу, поставши друга најстарија освајачица у опен ери након Били Џин Кинг. Дате Крум је у каријери освојила осам титула и победила врхунске тенисерке као што су Габријела Сабатини, Аранча Санчез Викарио, Линдси Давенпорт, Мери Џо Фернандез и Нађа Петрова. Заједно са Ај Сугијамом је освојила турнир у Токију, своју једину титулу у конкуренцији парова, у априлу 1996. године. Природно леворука, Дате Крум је научена да игра десном руком због јапанских обичаја.

## Приватни живот
Дате Крум тренутно живи у Токију заједно са мужем Михаелом Крумом, немачким мотоциклистом. Рођена је у Кјоту, има брата Јунка и сестру Рјусуке, а тенис је почела да игра са шест година захваљујући родитељима који су обоје играли тенис. Матурирала је 1989. године, и говори јапански и енглески језик. И поред тога што је природно леворука, због обичаја у Јапану да све треба радити десном руком Дате Крум је научила да игра десном руком.

## Награде
- 1992 — Награда ВТА за тенисерку која је највише напредовала

## Финала у каријери

### ВТА победе појединачно (8)
| Легенда: До 2009.            | Легенда: Од 2009.     |
| ---------------------------- | --------------------- |
| Гренд слем (0)               |                       |
| Завршна првенства сезоне (0) |                       |
| категорија (1)               | Обавезни Премијер (0) |
| категорија (2)               | Премијер 5 (0)        |
| категорија (3)               | Премијер (0)          |
| и категорија (1)             | Међународни (1)       |

| #  | Датум               | Турнир     | Подлога | Противница            | Резултат      |
| 1. | 6. април 1992.      | Токио      | Тврда   | Сабина Апелман        | 7–5, 3–6, 6–3 |
| 2. | 5. април 1993.      | Токио (2)  | Тврда   | Стефани Ротије        | 6–1, 6–3      |
| 3. | 10. јануар 1994.    | Сиднеј     | Тврда   | Мери Џо Фернандез     | 6–4, 6–2      |
| 4. | 4. април 1994.      | Токио (3)  | Тврда   | Ејми Фрејзер          | 7–5, 6–0      |
| 5. | 30. јануар 1995.    | Токио      | Тепих   | Линдси Давенпорт      | 6–1, 6–2      |
| 6. | 15. април 1996.     | Токио (4)  | Тврда   | Ејми Фрејзер          | 6–4, 7–5      |
| 7. | 19. август 1996.    | Сан Дијего | Тврда   | Аранча Санчез Викарио | 3–6, 6–3, 6–0 |
| 8. | 27. септембар 2009. | Сеул       | Тврда   | Анабел Медина Гаригес | 6–3, 6–3      |

### ВТА порази појединачно (6)
| Легенда: До 2009.            | Легенда: Од 2009.     |
| ---------------------------- | --------------------- |
| Гренд слем (0)               |                       |
| Завршна првенства сезоне (0) |                       |
| категорија (1)               | Обавезни Премијер (0) |
| категорија (2)               | Премијер 5 (0)        |
| категорија (3)               | Премијер (0)          |
| и категорија (0)             | Међународни (0)       |

| #  | Датум               | Турнир      | Подлога | Противница       | Резултат      |
| 1. | 12. август 1991.    | Лос Анђелес | Тврда   | Моника Селеш     | 6–3, 6–2      |
| 2. | 8. фебруар 1993.    | Осака       | Тепих   | Јана Новотна     | 6–1, 6–3      |
| 3. | 20. септембар 1993. | Токио       | Тврда   | Аманда Куцер     | 6–3, 6–2      |
| 4. | 25. март 1995.      | Мајами      | Тврда   | Штефи Граф       | 6–1, 6–4      |
| 5. | 10. април 1995.     | Токио       | Тврда   | Ејми Фрејзер     | 7–6(5), 7–5   |
| 6. | 22. мај 1995.       | Стразбур    | Шљака   | Линдси Давенпорт | 3–6, 6–1, 6–2 |

### ВТА победе у паровима (1)
| Легенда: До 2009.            | Легенда: Од 2009.     |
| ---------------------------- | --------------------- |
| Гренд слем (0)               |                       |
| Завршна првенства сезоне (0) |                       |
| категорија (0)               | Обавезни Премијер (0) |
| категорија (0)               | Премијер 5 (0)        |
| категорија (1)               | Премијер (0)          |
| и категорија (0)             | Међународни (0)       |

| #  | Датум           | Турнир | Подлога | Партнерка   | Противнице               | Резултат            |
| 1. | 21. април 1996. | Токио  | Тврда   | Ај Сугијама | Ејми Фрејзер Кимберли По | 7–6(6), 6–7(6), 6–3 |

### ВТА порази у паровима (2)
| Легенда: До 2009.            | Легенда: Од 2009.     |
| ---------------------------- | --------------------- |
| Гренд слем (0)               |                       |
| Завршна првенства сезоне (0) |                       |
| категорија (0)               | Обавезни Премијер (0) |
| категорија (0)               | Премијер 5 (0)        |
| категорија (0)               | Премијер (0)          |
| и категорија (1)             | Међународни (1)       |

| #  | Датум               | Турнир   | Подлога | Партнерка     | Противнице                   | Резултат         |
| 1. | 6. април 1992.      | Токио    | Тврда   | Стефани Рих   | Ејми Фрејзер Рика Хираки     | 5–7, 7–6(5), 6–0 |
| 2. | 14. септембар 2009. | Гуангџоу | Тврда   | Суен Тјентјен | Олга Говорцова Татјана Пучек | 3–6, 6–2, [10-8] |